# Emilio Zapico
Emilio Rodríguez Zapico (* 27. Mai 1944 in León, Spanien; † 6. August 1996 in Huete, Spanien) war ein spanischer Rennfahrer.

## Leben und Karriere
Emilio Zapico nahm in den frühen 1970er-Jahren in erster Linie an Touren- und Sportwagenrennen teil. Dazu gehörten auch Langstreckenrennen wie das 24-Stunden-Rennen von Spa-Francorchamps 1973. Einsätze im Monoposto-Sport gab es bis 1976 nicht.
Emilio Zapico nahm in seiner ganzen Motorsportkarriere an nur einem Formel-1-Grand Prix teil. Dies war im Jahr 1976 beim Großen Preis von Spanien, zu dem er sein eigenes Team Mapfre-Williams meldete. Er setzte einen von Walter Wolf Racing zur Verfügung gestellten Williams FW04 ein, der ein Jahr alt war. Zapico konnte sich aber für den Start beim Grand Prix nicht qualifizieren. 
Später zog es Emilio Zapico noch einmal in den Tourenwagensport zurück, bevor er sich ganz aus dem Motorsport verzog.
1996 starb Emilio Zapico durch einen Verkehrsunfall in Huete, Spanien.